# Sint-Maartensdijk

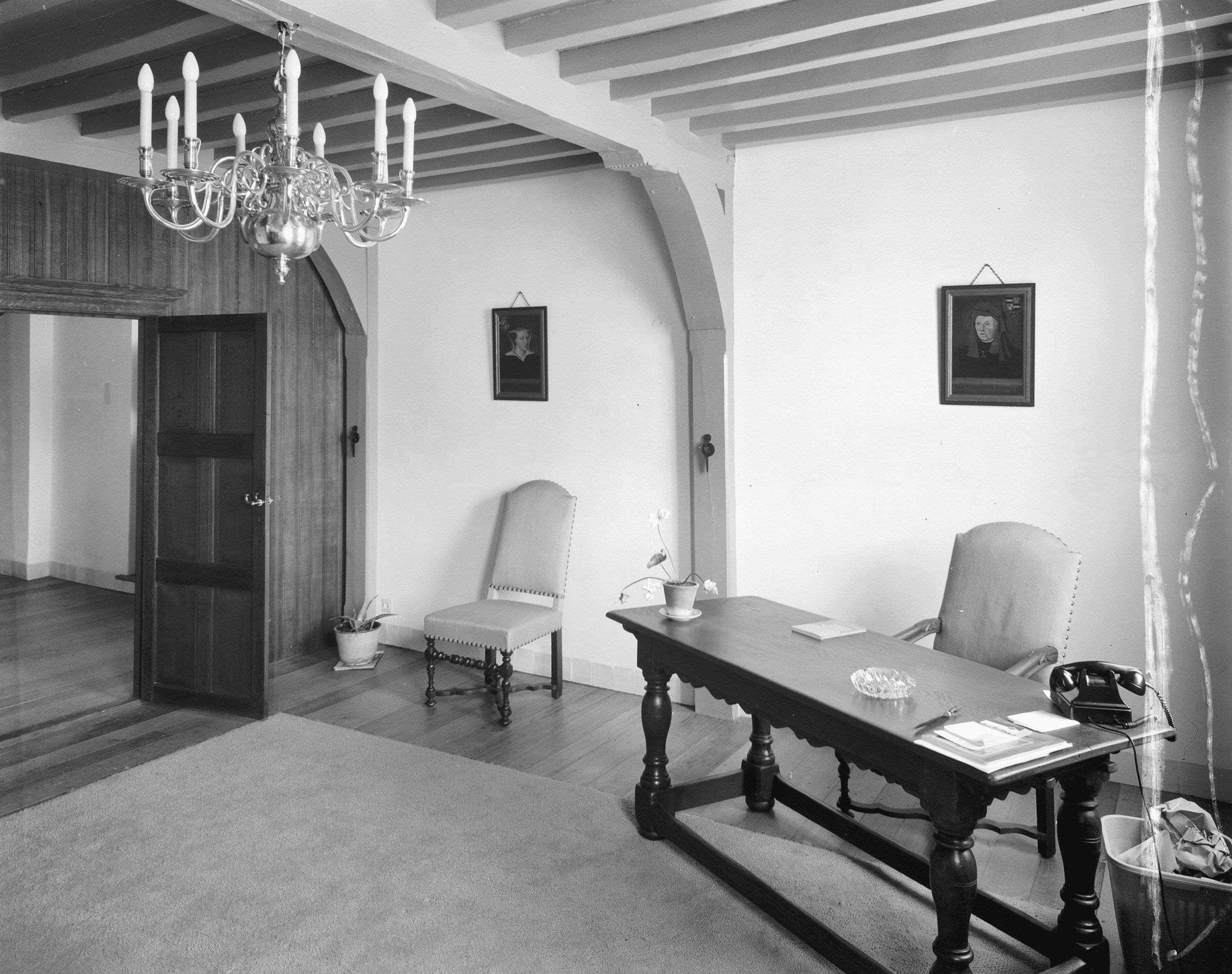
Burgemeesterskamer in het Raadhuis

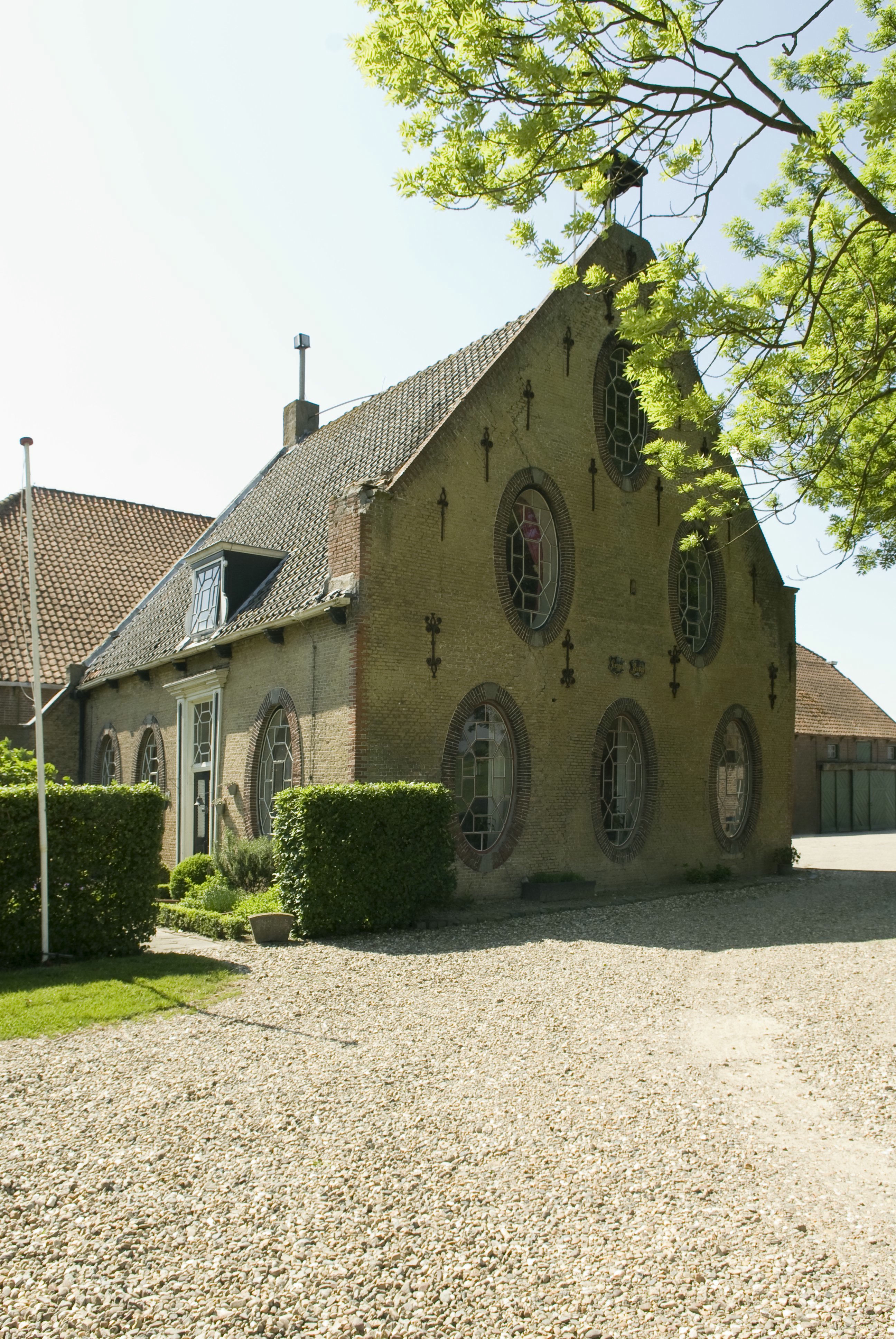
Boerderij Reygersburgh

Sint-Maartensdijk (Zeeuws: Smerdiek) is een stad in de gemeente Tholen in de Nederlandse provincie Zeeland. De plaats telde 3.570 inwoners per 1 januari 2023.

## Geschiedenis
Voordat er sprake was van Sint-Maartensdijk was de plaats bekend als Haestinge, gelegen aan de rivier de Haastee. Sint-Maartensdijk kreeg in 1485 stadsrechten maar had géén zitting in de Staten van Zeeland, reden waarom het een smalstad werd genoemd.
Sint-Maartensdijk was in de middeleeuwen een bloeiend dorpje. In 1434 huwde Frank van Borssele er met de Hollandse gravin Jacoba van Beieren. Hun kasteel (van Sint-Maartensdijk) stond aan de noordzijde van het stadje. Door vererving kwam dit in het bezit van de Oranjes (zie eerste edele). Het werd in 1819 afgebroken.
Sint-Maartensdijk is bekend door de band met de Oranjes. De Nederlandse koning is tevens Heer van Sint-Maartensdijk. Zie ook Titels van de Nederlandse koninklijke familie). In het monumentale gemeentehuis, dat in 1628 met financiële steun van prins Frederik Hendrik is gebouwd, hangen nog een aantal 17e-eeuwse portretten van Oranjes. In dit pand, dat in 1979 en daarna is uitgebreid, was de zetel van de gemeente Tholen gevestigd. Op 2 januari 2008 werd het nieuwe gemeentehuis in de stad Tholen geopend.
Sint-Maartensdijk had oorspronkelijk een haven aan de Pluimpot, een zijgeul van de Oosterschelde en voormalig zeearm, maar in het kader van het Deltaplan werd de Pluimpot in 1957 bij Gorishoek afgedamd en viel de haven droog.
Tot 1971 was Sint-Maartensdijk een zelfstandige gemeente met een oppervlakte van 21,86 km² (waarvan 0,14 km² water).
Sint-Maartensdijk was op 30 april 1996 met Bergen op Zoom gastheer voor Koninginnedag.
In 2009 heeft het centrum een ingrijpende verbouwing ondergaan. Onder meer door het vertrekken van het gemeentehuis naar Tholen was het nodig om de Markt opnieuw in te richten.

## Bezienswaardigheden
- Stadhuis van Sint-Maartensdijk
- Korenmolen De Nijverheid
- Restant van korenmolen De Hoop

### Kerken
Sint-Maartensdijk heeft over het algemeen een behoudende, grotendeels protestants-christelijke, signatuur. In Sint-Maartensdijk zijn vier kerkelijke gemeenten:
- De historische Sint-Maartenskerk aan de Hazenstraat 1 is in gebruik bij de Hersteld Hervormde Kerk
- De Rehobothkerk aan Westvest 2 is in gebruik bij de Hervormde gemeente van confessionele signatuur binnen de PKN
- De kerk van de Gereformeerde Gemeenten in Nederland aan Westvest 15, een gebouwtje in baksteenexpressionisme uit 1936
- De kerk van de Oud Gereformeerde Gemeenten in Nederland, aan Westpoort 1, een schuurkerk, enigszins verscholen achter woonhuizen van de Westpoort en Keethil.

## Economie

### Winkelen
Sinds april 2010 is de weekmarkt, na herinrichting van de Markt, weer terug op haar oude plaats: de Markt. De weekmarkt vindt iedere vrijdagmiddag tussen 13:00 en 16:30 uur plaats op de Markt. Op de weekmarkt staan een kaasboer en een bakker; verder wordt er onder- en bovenkleding verkocht.

## Onderwijs
- Juliana van Stolbergschool
- de Rieburch

## Verenigingen
Verenigingen in Sint-Maartensdijk zijn onder meer:
- Voetbalvereniging SV Smerdiek
- Tennisvereniging Jacoba van Beieren
- Muziekvereniging Euterpe (Fanfareorkest)

## Geboren in Sint-Maartensdijk
- Keetie van Oosten-Hage (1949), voormalig wielrenster
- Johannes Willem Slager (1901), predikant
- Cornelis Vermuyden (1590), waterbouwkundige
- Christoffel Hendrik Dijkman (1879), kunstschilder